# Mercedes (Texas)
Mercedes è un centro abitato degli Stati Uniti d'America situato nella contea di Hidalgo dello Stato del Texas.
La popolazione era di 15.570 persone al censimento del 2010. Fa parte dell'area metropolitana di McAllen–Edinburg–Mission e Reynosa–McAllen. Mercedes è conosciuta come "The Queen City of the Valley Valle" o "La Reina del Valle".

## Geografia fisica
Mercedes è situata a 26°08′58″N 97°55′07″W (26.149315, -97.918675).
Secondo lo United States Census Bureau, ha un'area totale di 8,6 miglia quadrate (22 km²), di cui 0,1 miglia quadrate (0,26 km²) (0.69%) d'acqua.

## Società

### Evoluzione demografica
Secondo il censimento del 2000, c'erano 13.649 persone, 4.170 nuclei familiari e 3.348 famiglie residenti nella città. La densità di popolazione era di 1.591,2 per miglio quadrato (614,2/km²). C'erano 5.455 unità abitative a una densità media di 636,0 per miglio quadrato (245,5/km²). La composizione etnica della città era formata dal 79,42% di bianchi, lo 0,36% di afroamericani, lo 0,89% di nativi americani, lo 0,07% di asiatici, lo 0,01% di isolani del Pacifico, il 16,95% di altre razze, e il 2,31% di due o più etnie. Ispanici o latinos di qualunque razza erano il 90,01% della popolazione.
C'erano 4.170 nuclei familiari dei quali il 41,1% aveva figli di età inferiore ai 18 anni, il 54,7% aveva coppie sposate conviventi, il 21,4% aveva un capofamiglia femmina senza marito, e il 19,7% erano non-famiglie. Il 18,0% di tutti i nuclei familiari erano individuali e l'11,4% aveva componenti con un'età di 65 anni o più che vivevano da soli. Il numero di componenti medio di un nucleo familiare era di 3,27 e quello di una famiglia era di 3,75.
32.9% della popolazione aveva meno di 18 anni, l'11,5% di persone dai 18 ai 24 anni, il 22,8% di persone dai 25 ai 44 anni, il 18,4% di persone dai 45 ai 64 anni, e il 14,4% di persone di 65 anni o più. L'età media era di 29 anni. Per ogni 100 femmine c'erano 88,6 maschi. Per ogni 100 femmine dai 18 anni in giù, c'erano 82,3 maschi.
Il reddito medio per nucleo familiare era di 23.064 dollari e il reddito medio per famiglia era di 25.339 dollari. I maschi avevano un reddito medio di 19.945 dollari contro i 18.387 dollari delle femmine. Il reddito pro capite era di 8.658 dollari. Circa il 30,4% delle famiglie e il 36,4% della popolazione erano sotto la soglia di povertà, incluso il 49,4% di persone sotto i 18 anni e il 30,3% di persone di 65 anni o più.